# Nicolas Barone
Nicholas Barone (Parijs, 6 maart 1931 - Mougins, 31 mei 2003) was een Frans wielrenner. Hij was beroepsrenner tussen 1955 en 1961 en nam vier keer deel aan de Ronde van Frankrijk; daarin droeg hij een dag de gele trui (in de 8e etappe in 1957).

## Belangrijkste overwinningen
1953
- Parijs-Elbeuf

1954
- 3e etappe Route de France
- Eindklassement Route de France
- Paris-Montereau-Paris
- 10e etappe Ronde van Mexico (tijdrit)

1955
- Grand Prix de la Trinité

1957
- 4e etappe Ronde van Luxemburg
- 4e etappe Parijs-Nice

1958
- Parijs-Camembert
- 3e etappe A Circuit d'Aquitaine (ploegentijdrit)

1959
- Parijs-Camembert

## Resultaten in voornaamste wedstrijden
| Jaar | Milaan-San Remo | Gent-Wevelgem | Ronde van Vlaanderen | Parijs-Roubaix | Ronde van Lombardije |
| ---- | --------------- | ------------- | -------------------- | -------------- | -------------------- |
| 1955 |                 |               |                      | 17e            | 11e                  |
| 1957 | 6e              |               | 4e                   | 16e            |                      |
| 1958 | 10e             |               |                      | 19e            |                      |
| 1959 |                 | 50e           |                      | 51e            |                      |